# 저동고등학교
저동고등학교(楮洞高等學校)는 대한민국 경기도 고양시 일산동구 정발산동에 위치한 공립 고등학교

## 학교 연혁
- 1996년 1월 13일 : 저동고등학교 12학급 설립인가
- 1996년 3월 1일 : 저동고등학교 개교 (12학급 556명)
- 1996년 3월 1일 : 초대 이익배 교장 취임
- 2009년 3월 2일 : 1학년 18학급, 2학년 17학급, 3학년 18학급 총 53학급
- 2023년 2월 8일 : 제25회 졸업식(12학급 317명, 총 13,443명 졸업)
- 2023년 3월 1일 : 제9대 박계순 교장 취임
- 2023년 3월 2일 : 신입생 11학급 308명 입학

## 참고 자료
- 저동고등학교 - 한국교육학술정보원 학교알리미